# Parrocchie della diocesi di Reggio Emilia-Guastalla

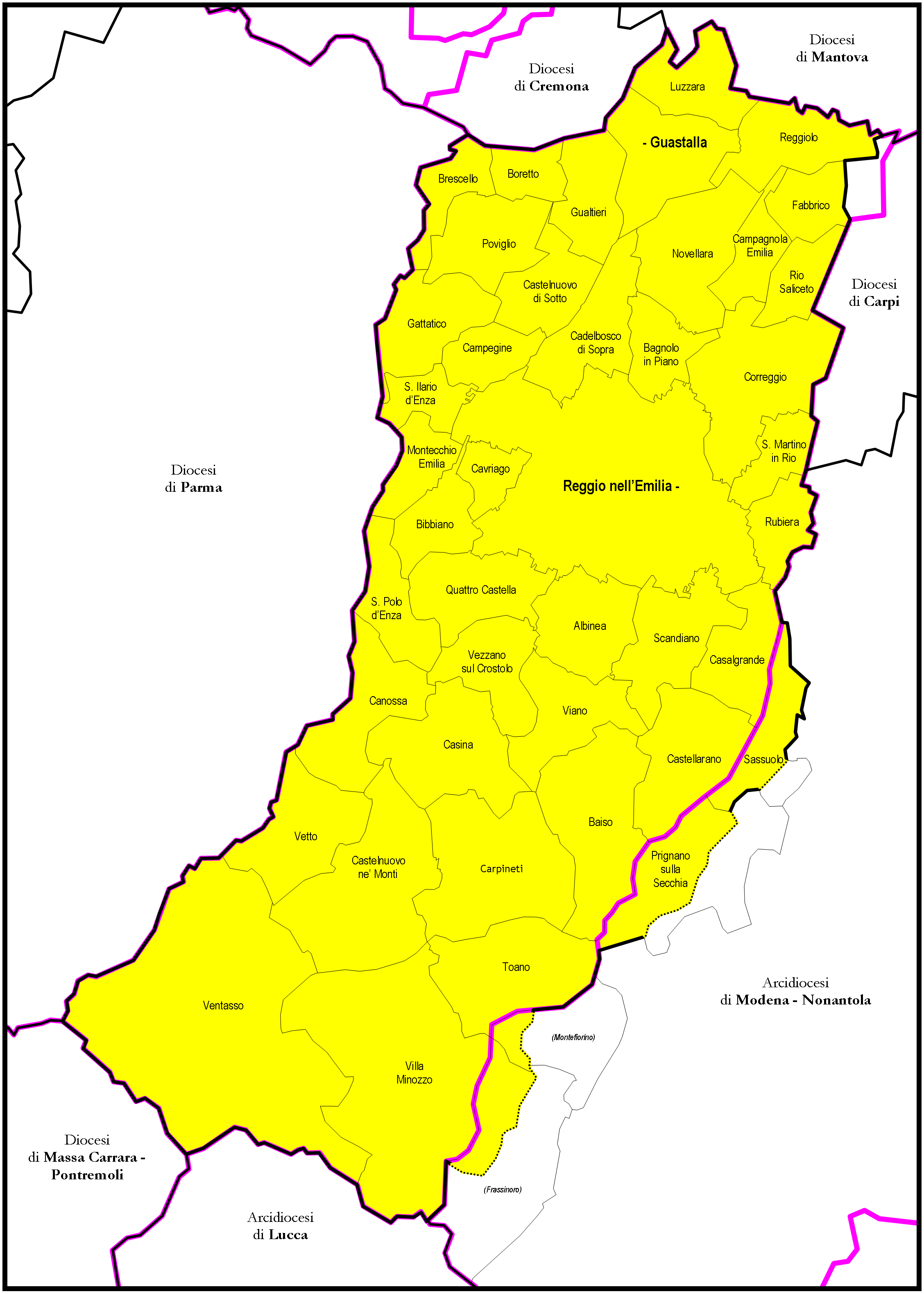
Il territorio della diocesi

Le parrocchie della diocesi di Reggio Emilia-Guastalla sono 318.

## Vicariati
Attualmente la diocesi è organizzata in 5 vicariati. 

### Vicariato Urbano di Reggio Emilia
| Parrocchia              | Patrono                                        | Comune              | Frazione/Quartiere            | Web |
| ----------------------- | ---------------------------------------------- | ------------------- | ----------------------------- | --- |
| Cattedrale              | Santa Maria Assunta                            | Reggio Emilia       | centro                        |     |
| Santa Teresa            | Santa Teresa d'Avila                           | Reggio Emilia       | centro                        |     |
| Santo Stefano           | Santo Stefano Protomartire                     | Reggio Emilia       | centro                        |     |
| San Zenone              | San Zenone Vescovo e Martire                   | Reggio Emilia       | centro                        |     |
| San Prospero            | San Prospero                                   | Reggio Emilia       | centro                        |     |
| Sant'Agostino           | Sant'Agostino                                  | Reggio Emilia       | centro                        |     |
| Sant'Alberto            | Sant'Alberto di Gerusalemme                    | Reggio Emilia       | Villaggio Stranieri-Bazzarola |     |
| San Paolo               | Conversione di San Paolo Apostolo              | Reggio Emilia       | San Paolo-Tribunale           |     |
| San Pietro              | Santi Pietro Apostolo e Prospero Vescovo       | Reggio Emilia       | centro                        |     |
| Santi Giacomo e Filippo | Santi Giacomo e Filippo Apostoli               | Reggio Emilia       | centro                        |     |
| San Francesco           | Immacolata Concezione e San Francesco d'Assisi | Reggio Emilia       | centro                        |     |
| San Giovanni Bosco      | San Giovanni Bosco                             | Reggio Emilia       | Tondo                         |     |
| San Pio X               | San Pio X                                      | Reggio Emilia       | Carrozzone-Betonica           |     |
| San Nicolò              | San Nicola di Bari                             | Reggio Emilia       | centro                        |     |
| Spirito Santo           | Spirito Santo                                  | Reggio Emilia       | Spirito Santo-Orologio        |     |
| Regina Pacis            | Maria Regina della Pace                        | Reggio Emilia       | Regina Pacis                  |     |
| Baragalla               | Sacro Cuore di Gesù                            | Reggio Emilia       | Baragalla                     |     |
| Belvedere               | Preziosissimo Sangue di Gesù Cristo            | Reggio Emilia       | Belvedere                     |     |
| Buco del Signore        | Sant'Anselmo di Lucca                          | Reggio Emilia       | Buco del Signore              |     |
| Buon Pastore            | Buon Pastore                                   | Reggio Emilia       | Buon Pastore                  |     |
| Cadè                    | San Giacomo il Maggiore Apostolo               | Reggio Emilia       | Cadè                          |     |
| Cadelbosco di Sopra     | Santi Maria Addolorata e Celestino             | Cadelbosco di Sopra | centro                        |     |
| Cadelbosco di Sotto     | Santa Maria Annunziata                         | Cadelbosco di Sopra | Cadelbosco di Sotto           |     |
| Canali                  | San Marco Evangelista                          | Reggio Emilia       | Canali                        |     |
| Cavazzoli               | Ognissanti                                     | Reggio Emilia       | Cavazzoli                     |     |
| Cella                   | San Silvestro Papa                             | Reggio Emilia       | Cella                         |     |
| Codemondo               | San Pantaleone Martire                         | Reggio Emilia       | Codemondo                     |     |
| Coviolo                 | Santi Gervasio e Protasio                      | Reggio Emilia       | Coviolo                       |     |
| Crocetta                | Immacolata Concezione                          | Reggio Emilia       | Crocetta                      |     |
| Massenzatico            | San Donnino Martire                            | Reggio Emilia       | Massenzatico                  |     |
| Fogliano                | San Colombano                                  | Reggio Emilia       | Fogliano                      |     |
| Gaida                   | San Giuliano Martire                           | Reggio Emilia       | Gaida                         |     |
| Gavassa                 | San Floriano Martire                           | Reggio Emilia       | Gavassa                       |     |
| Mancasale               | San Silvestro                                  | Reggio Emilia       | Mancasale                     |     |
| Migliolungo             | San Giuseppe                                   | Reggio Emilia       | Migliolungo                   |     |
| Ospizio                 | San Francesco da Paola                         | Reggio Emilia       | Ospizio                       |     |
| Pappagnocca             | San Luigi Gonzaga                              | Reggio Emilia       | Pappagnocca                   |     |
| Pieve Modolena          | San Michele Arcangelo                          | Reggio Emilia       | Pieve Modolena                |     |
| Pratofontana            | Natività di Maria Vergine                      | Reggio Emilia       | Pratofontana                  |     |
| Rivalta                 | Sant'Ambrogio                                  | Reggio Emilia       | Rivalta                       |     |
| Roncina                 | Sacra Famiglia di Gesù, Maria e Giuseppe       | Reggio Emilia       | Roncina                       |     |
| Roncocesi               | San Biagio Vescovo                             | Reggio Emilia       | Roncocesi                     |     |
| Rosta Nuova             | Sant'Antonio di Padova                         | Reggio Emilia       | Rosta Nuova                   |     |
| San Bartolomeo          | San Bartolomeo Apostolo                        | Reggio Emilia       | San Bartolomeo                |     |
| San Maurizio            | San Maurizio                                   | Reggio Emilia       | San Maurizio                  |     |
| San Pellegrino          | San Pellegrino                                 | Reggio Emilia       | San Pellegrino                |     |
| San Prospero Strinati   | San Prospero                                   | Reggio Emilia       | San Prospero Strinati         |     |
| Santa Croce             | Santa Croce                                    | Reggio Emilia       | Santa Croce                   |     |
| Sesso                   | Santa Maria Assunta                            | Reggio Emilia       | Sesso                         |     |
| Villa Argine            | Santi Cipriano e Giustina Martiri              | Cadelbosco di Sopra | Villa Argine                  |     |
| Villa Seta              | San Bernardino Confessore                      | Cadelbosco di Sopra | Villa Seta                    |     |

### Vicariato della Pianura
| Parrocchia                            | Patrono                                | Comune              | Frazione/Quartiere              | Web |
| ------------------------------------- | -------------------------------------- | ------------------- | ------------------------------- | --- |
| Guastalla - Concattedrale             | San Pietro Apostolo                    | Guastalla           | centro                          |     |
| Baccanello                            | Sposalizio di San Giuseppe             | Guastalla           | Baccanello                      |     |
| Boretto                               | San Marco Evangelista                  | Boretto             | centro                          |     |
| Brescello                             | Santi Maria Nascente e Genesio Vescovo | Brescello           | centro                          |     |
| Brugneto                              | Santa Maria Annunziata                 | Reggiolo            | Brugneto                        |     |
| Budrio                                | San Pietro Apostolo                    | Correggio           | Budrio                          |     |
| Ca’ de’ Frati                         | Sant'Antonio di Padova                 | Rio Saliceto        | Ca’ de’ Frati                   |     |
| Campagnola Emilia                     | Santi Gervasio e Protasio              | Campagnola Emilia   | centro                          |     |
| Canolo                                | San Paolo nella sua Conversione        | Correggio           | Canolo                          |     |
| Casalpò                               | Santi Crisante e Daria                 | Poviglio            | Casalpò                         |     |
| Casoni                                | San Carlo Borromeo                     | Luzzara             | Casoni                          |     |
| Castelnovo di Sotto                   | Sant'Andrea Apostolo                   | Castelnovo di Sotto | centro                          |     |
| Codisotto                             | Sant'Antonio Abate                     | Luzzara             | Codisotto                       |     |
| Cognento                              | San Giacomo il Maggiore Apostolo       | Campagnola Emilia   | Cognento                        |     |
| Cogruzzo                              | San Leonardo Abate                     | Castelnovo di Sotto | Cogruzzo                        |     |
| Correggio - Duomo                     | Santi Quirino e Michele Arcangelo      | Correggio           | centro                          |     |
| Correggio - Madonna                   | Santa Maria del Rosario                | Correggio           | centro                          |     |
| Enzola                                | San Bartolomeo Apostolo                | Poviglio            | Enzola                          |     |
| Fabbrico                              | Santa Maria Assunta                    | Fabbrico            | centro                          |     |
| Fazzano                               | San Pietro Apostolo                    | Correggio           | Fazzano                         |     |
| Fodico                                | San Giacomo il Maggiore                | Poviglio            | Fodico                          |     |
| Fosdondo                              | Ascensione di Gesù Cristo              | Correggio           | Fosdondo                        |     |
| Gazzata                               | Natività della Beata Vergine Maria     | San Martino in Rio  | Gazzata                         |     |
| Gualtieri                             | Santa Maria della Neve                 | Gualtieri           | centro                          |     |
| Guastalla - Beata Vergine della Porta | Santa Maria                            | Guastalla           | centro                          |     |
| Lentigione                            | Santissima Annunziata                  | Brescello           | Lentigione                      |     |
| Lemizzone                             | San Giovanni Battista                  | Correggio           | Lemizzone                       |     |
| Luzzara                               | San Giorgio Martire                    | Luzzara             | centro                          |     |
| Mandrio                               | Santissimo Salvatore                   | Correggio           | Mandrio                         |     |
| Mandriolo                             | Santa Maria Annunziata                 | Correggio           | Mandriolo                       |     |
| Meletole                              | San Martino Vescovo                    | Castelnovo di Sotto | Meletole                        |     |
| Novellara                             | Santo Stefano Protomartire             | Novellara           | centro                          |     |
| Pieve di Guastalla                    | Santi Pietro e Paolo Apostoli          | Guastalla           | Pieve                           |     |
| Pieve Saliceto                        | Santa Maria Annunziata                 | Gualtieri           | Pieve Saliceto                  |     |
| Poviglio                              | Santo Stefano Protomartire             | Poviglio            | centro                          |     |
| Prato                                 | San Geminiano                          | Correggio           | Prato                           |     |
| Reggiolo                              | Santa Maria Assunta                    | Reggiolo            | centro                          |     |
| Rio Saliceto                          | San Giorgio Martire                    | Rio Saliceto        | centro                          |     |
| San Bernardino                        | San Bernardino                         | Novellara           | San Bernardino                  |     |
| San Biagio di Correggio               | San Biagio                             | Correggio           | San Biagio                      |     |
| San Giacomo di Guastalla              | Santi Filippo e Giacomo                | Guastalla           | San Giacomo                     |     |
| San Giovanni della Fossa              | San Giovanni Battista                  | Novellara           | San Giovanni della Fossa        |     |
| San Girolamo di Guastalla             | San Girolamo                           | Guastalla           | San Girolamo                    |     |
| San Giuseppe alla Bernolda            | San Giuseppe                           | Novellara           | Bernolda                        |     |
| San Martino di Correggio              | San Martino Vescovo                    | Coreggio            | San Martino                     |     |
| San Martino di Guastalla              | San Martino Vescovo                    | Guastalla           | San Martino                     |     |
| San Martino in Rio                    | San Martino Vescovo                    | San Martino in Rio  | centro                          |     |
| San Prospero di Correggio             | San Prospero                           | Correggio           | San Prospero                    |     |
| San Rocco di Guastalla                | San Rocco                              | Guastalla           | San Rocco                       |     |
| San Savino                            | San Savino                             | Castelnovo di Sotto | San Savino                      |     |
| San Sisto                             | San Sisto Papa                         | Poviglio            | San Sisto                       |     |
| Santa Maria della Fossa               | Santa Maria Annunziata                 | Novellara           | Santa Maria della Fossa-Vezzola |     |
| Santa Vittoria                        | Santa Vittoria Vergine e Martire       | Gualtieri           | Santa Vittoria                  |     |
| Stiolo                                | San Damaso                             | San Martino in Rio  | Stiolo                          |     |
| Tagliata                              | Santa Maria della Neve                 | Guastalla           | Tagliata                        |     |
| Trignano                              | San Giorgio Martire                    | San Martino in Rio  | Trignano                        |     |
| Villanova                             | Santissima Annunziata                  | Reggiolo            | Villanova                       |     |
| Villarotta                            | San Rocco                              | Luzzara             | Villarotta                      |     |

### Vicariato della Valle del Secchia
| Parrocchia                       | Patrono                                           | Comune                 | Frazione/Quartiere         | Web |
| -------------------------------- | ------------------------------------------------- | ---------------------- | -------------------------- | --- |
| Sassuolo - Duomo                 | San Giorgio Martire                               | Sassuolo               | centro storico             |     |
| Albinea - San Gaetano            | San Gaetano da Thiene                             | Albinea                | centro (La Fola)           |     |
| Albinea - Pieve                  | Natività della Beata Vergine Maria e San Prospero | Albinea                | Pareto-Botteghe            |     |
| Ancora                           | Assunzione di Maria Vergine                       | Sassuolo               | Ancora                     |     |
| Arceto                           | Santa Maria Assunta                               | Scandiano              | Arceto                     |     |
| Bagno                            | Natività di San Giovanni Battista                 | Reggio Emilia          | Bagno                      |     |
| Baiso                            | San Lorenzo Martire                               | Baiso                  | centro                     |     |
| Borzano                          | Natività della Beata Vergine Maria                | Albinea                | Borzano                    |     |
| Braida                           | San Giovanni apostolo ed evangelista              | Sassuolo               | Braida                     |     |
| Cacciola                         | San Benedetto Abate                               | Scandiano              | Cacciola                   |     |
| Cadiroggio                       | Sant'Apollinare Vescovo                           | Castellarano           | Cadiroggio                 |     |
| Casalgrande                      | Madonna del Lavoro                                | Casalgrande            | centro (Boglioni)          |     |
| Casalgrande Alto                 | San Bartolomeo Apostolo                           | Casalgrande            | Casalgrande Alto           |     |
| Casola Querciola                 | Santa Maria Assunta                               | Viano                  | Casola Querciola           |     |
| Castellarano                     | Santa Maria Assunta                               | Castellarano           | centro                     |     |
| Castellazzo                      | Santa Maria della Neve                            | Reggio Emilia          | Castellazzo                |     |
| Castello Querciola               | Assunzione di Maria                               | Viano                  | Castello Querciola         |     |
| Castelvecchio                    | Santa Maria Assunta                               | Prignano sulla Secchia | Castelvecchio              |     |
| Cerredolo                        | San Lorenzo Martire                               | Toano                  | Cerredolo                  |     |
| Chiozza                          | San Giacomo il Maggiore Apostolo                  | Scandiano              | Chiozza                    |     |
| Corticella                       | Santa Maria del Monte Carmelo                     | Reggio Emilia          | Corticella                 |     |
| Debbia                           | Santa Maria Assunta                               | Baiso                  | Debbia                     |     |
| Dinazzano                        | Santa Maria Assunta                               | Casalgrande            | Dinazzano                  |     |
| Fellegara                        | San Savino                                        | Scandiano              | Fellegara                  |     |
| Fontana                          | Santi Fabiano e Sebastiano                        | Rubiera                | Fontana                    |     |
| Iano                             | Santa Maria Annunziata                            | Scandiano              | Iano                       |     |
| Gavasseto                        | San Lorenzo Martire                               | Reggio Emilia          | Gavasseto                  |     |
| Levizzano                        | San Giorgio Martire                               | Baiso                  | Levizzano                  |     |
| Marmirolo                        | San Biagio Vescovo e Martire                      | Reggio Emilia          | Marmirolo                  |     |
| Masone                           | San Giacomo il Maggiore                           | Reggio Emilia          | Masone                     |     |
| Montebabbio                      | San Nicolò Vescovo                                | Castellarano           | Montebabbio                |     |
| Montericco                       | Santa Maria Immacolata di Lourdes                 | Albinea                | Montericco                 |     |
| Pigneto                          | Nazario e Celso                                   | Prignano sulla Secchia | Pigneto                    |     |
| Pontenuovo                       | Santissima Vergine Maria Consolata                | Sassuolo               | Pontenuovo                 |     |
| Pratissolo                       | Santi Gervasio e Protasio                         | Scandiano              | Pratissolo                 |     |
| Prignano sulla Secchia           | Santi Lorenzo e Michele Arcangelo                 | Prignano sulla Secchia | centro                     |     |
| Regnano                          | San Prospero                                      | Viano                  | Regnano                    |     |
| Rometta                          | San Pietro Apostolo                               | Prignano sulla Secchia | Pigneto                    |     |
| Roncadella                       | Santi Crisante e Daria                            | Reggio Emilia          | Roncadella                 |     |
| Rondinara                        | San Giovanni Battista                             | Scandiano              | Rondinara                  |     |
| Roteglia                         | San Donnino Martire                               | Castellarano           | Roteglia                   |     |
| Rubiera                          | Santi Donnino e Biagio                            | Rubiera                | centro                     |     |
| Sabbione                         | San Sigismondo Re e San Genesio di Brescello      | Reggio Emilia          | Sabbione                   |     |
| Saltino                          | San Tommaso Apostolo                              | Prignano sulla Secchia | Saltino                    |     |
| Salvaterra                       | Santissimo Salvatore                              | Casalgrande            | Salvaterra                 |     |
| San Cassiano                     | Santi Ippolito e Cassiano                         | Baiso                  | San Cassiano               |     |
| San Donnino di Liguria           | San Donnino di Fidenza                            | Casalgrande            | San Donnino di Liguria     |     |
| San Giovanni di Querciola        | San Giovanni Battista                             | Viano                  | San Giovanni di Querciola  |     |
| San Faustino                     | Santi Faustino e Giovita                          | Rubiera                | San Faustino               |     |
| San Michele dei Mucchietti       | San Michele Arcangelo                             | Sassuolo               | San Michele dei Mucchietti |     |
| San Pietro di Querciola          | San Pietro Apostolo                               | Viano                  | San Pietro di Querciola    |     |
| San Romano                       | Santi Quirico e Giulitta                          | Baiso                  | San Romano                 |     |
| San Ruffino                      | San Ruffino                                       | Scandiano              | San Ruffino                |     |
| San Valentino                    | Eleucadio di Ravenna e Valentino di Roma          | Castellarano           | San Valentino              |     |
| Sant'Agata Casale                | Sant'Agata                                        | Rubiera                | Sant'Agata                 |     |
| Sant'Antonino                    | Sant'Antonino                                     | Casalgrande            | Sant'Antonino              |     |
| Sassuolo - Sant'Antonio          | Sant'Antonio di Padova                            | Sassuolo               | centro                     |     |
| Sassuolo - San Giovanni al Parco | San Giovanni Nepomuceno                           | Sassuolo               | centro                     |     |
| Sassuolo - Madonna di Sotto      | Santa Maria Nascente                              | Sassuolo               | Quattroponti               |     |
| Scandiano - Santa Maria          | Natività della Beata Vergine Maria                | Scandiano              | centro storico             |     |
| Scandiano - Santa Teresa         | Santa Teresa di Gesù Bambino                      | Scandiano              | centro                     |     |
| Tressano                         | Santissimo Nome di Maria                          | Castellarano           | Tressano                   |     |
| Ventoso                          | Santa Maria Assunta                               | Scandiano              | Ventoso                    |     |
| Viano                            | Santissimo Salvatore                              | Viano                  | centro                     |     |
| Villalunga                       | Santissimo Salvatore                              | Casalgrande            | Villalunga                 |     |
| Visignolo                        | Santa Maria Assunta                               | Baiso                  | Visignolo                  |     |

### Vicariato della Val d'Enza
| Parrocchia             | Patrono                                      | Comune               | Frazione/Quartiere  | Web |
| ---------------------- | -------------------------------------------- | -------------------- | ------------------- | --- |
| Sant'Ilario d'Enza     | Sant'Eulalia                                 | Sant'Ilario d'Enza   | centro              |     |
| Aiola                  | San Giuseppe Sposo della Beata Vergine Maria | Montecchio Emilia    | Villa Aiola         |     |
| Barcaccia              | Immacolato Cuore di Maria                    | San Polo d'Enza      | Barcaccia           |     |
| Barco                  | Pietro Apostolo                              | Bibbiano             | Barco               |     |
| Bibbiano               | Santa Maria Assunta                          | Bibbiano             | centro              |     |
| Borzano d’Enza         | San Bartolomeo Apostolo                      | Canossa              | Borzano d'Enza      |     |
| Calerno                | Santa Margherita Vergine e Martire           | Sant'Ilario d'Enza   | Calerno             |     |
| Campegine              | San Pietro Apostolo                          | Campegine            | centro              |     |
| Canossa                | San Biagio                                   | Canossa              | Castello di Canossa |     |
| Caprara                | San Rocco                                    | Campegine            | Caprara             |     |
| Cavriago               | San Terenziano                               | Cavriago             | centro              |     |
| Ceredolo dei Coppi     | San Pellegrino                               | Canossa              | Ceredolo dei Coppi  |     |
| Ciano d'Enza           | San Martino Vescovo                          | Canossa              | Ciano d'Enza        |     |
| Compiano               | Sant'Antonino Martire                        | Canossa              | Compiano            |     |
| Gattatico              | San Tommaso di Canterbury                    | Gattatico            | centro              |     |
| Grassano               | Natività di Maria Vergine                    | San Polo d'Enza      | Grassano            |     |
| La Vecchia             | Cuore Immacolato di Maria                    | Vezzano sul Crostolo | La Vecchia          |     |
| Monchio delle Olle     | Santi Pietro Apostolo e Paolo di Tarso       | Canossa              | Monchio delle Olle  |     |
| Montalto               | San Lorenzo Martire                          | Vezzano sul Crostolo | Montalto            |     |
| Montecavolo            | Annunciazione della Beata Vergine Maria      | Quattro Castella     | Montecavolo         |     |
| Montecchio Emilia      | San Donnino                                  | Montecchio Emilia    | centro              |     |
| Nocetolo               | San Biagio                                   | Gattatico            | Nocetolo            |     |
| Olmo                   | San Vitale Martire                           | Gattatico            | Olmo                |     |
| Paderna                | San Michele Arcangelo                        | Vezzano sul Crostolo | Paderna             |     |
| Pecorile               | Sant'Eufemia Vergine e Martire               | Vezzano sul Crostolo | Pecorile            |     |
| Praticello             | San Matteo apostolo ed evangelista           | Gattatico            | Praticello          |     |
| Quattro Castella       | Sant'Antonino Martire                        | Quattro Castella     | centro              |     |
| Rossena                | Matteo Apostolo                              | Canossa              | Rossena             |     |
| Roncaglio              | San Michele Arcangelo                        | Canossa              | Roncaglio           |     |
| Roncolo                | San Giorgio Martire                          | Quattro Castella     | Roncolo             |     |
| Salvarano              | San Michele Arcangelo                        | Quattro Castella     | Salvarano           |     |
| San Nicolò di Cavriago | San Nicolò Vescovo                           | Cavriago             | San Nicolò          |     |
| San Polo d'Enza        | Santi Pietro e Paolo Apostoli                | San Polo d'Enza      | centro              |     |
| Selvapiana             | Santa Teresa d'Avila                         | Canossa              | Selvapiana          |     |
| Taneto                 | Natività di Maria Vergine                    | Gattatico            | Taneto              |     |
| Vedriano               | Santissimo Salvatore                         | Canossa              | Vedriano            |     |
| Vezzano sul Crostolo   | San Martino Vescovo                          | Vezzano sul Crostolo | centro              |     |

### Vicariato della Montagna
| Parrocchia              | Patrono                                            | Comune               | Frazione/Quartiere   | Web |
| ----------------------- | -------------------------------------------------- | -------------------- | -------------------- | --- |
| Castelnovo ne' Monti    | Santa Maria Assunta                                | Castelnovo ne' Monti | centro               |     |
| Acquabona               | San Rocco                                          | Ventasso             | Acquabona            |     |
| Asta                    | Sant'Andrea Apostolo                               | Villa Minozzo        | Asta                 |     |
| Bebbio                  | Conversione di San Paolo                           | Carpineti            | Bebbio               |     |
| Busana                  | San Venanzio Abate                                 | Ventasso             | Busana               |     |
| Cagnola                 | San Prospero Vescovo                               | Castelnovo ne' Monti | Cagnola              |     |
| Campolungo              | Santi Pietro e Paolo Apostoli                      | Castelnovo ne' Monti | Campolungo           |     |
| Camporella              | San Bartolomeo Apostolo                            | Ventasso             | Camporella           |     |
| Caprile                 | Santissimo Salvatore                               | Ventasso             | Caprile              |     |
| Carniana                | San Matteo apostolo ed evangelista                 | Villa Minozzo        | Carniana             |     |
| Carpineti               | San Prospero Vescovo                               | Carpineti            | centro               |     |
| Casalino                | San Rocco                                          | Ventasso             | Casalino             |     |
| Casina                  | San Bartolomeo Apostolo                            | Casina               | centro               |     |
| Casteldaldo             | Sant'Apollinare Vescovo e Martire                  | Carpineti            | Casteldaldo          |     |
| Cerreggio               | San Francesco d'Assisi                             | Ventasso             | Cerreggio            |     |
| Cerrè Sologno           | San Pietro Apostolo                                | Villa Minozzo        | Cerrè Sologno        |     |
| Cerreto Alpi            | San Giovanni Battista                              | Ventasso             | Cerreto Alpi         |     |
| Carù                    | San Michele Arcangelo                              | Villa Minozzo        | Carù                 |     |
| Cavola                  | San Michele Arcangelo                              | Toano                | Cavola               |     |
| Cerrè Marabino          | San Prospero                                       | Toano                | Cerrè Marabino       |     |
| Cervarezza Terme        | San Matteo apostolo ed evangelista                 | Ventasso             | Cervarezza Terme     |     |
| Cinquecerri             | Santa Maria Annunziata                             | Ventasso             | Cinquecerri          |     |
| Cola                    | Santi Quirico e Giulitta                           | Vetto                | Cola                 |     |
| Collagna                | San Bartolomeo Apostolo                            | Ventasso             | Collagna             |     |
| Colombaia               | Sant'Andrea Apostolo                               | Carpineti            | Colombaia            |     |
| Coriano                 | Santo Stefano Protomartire                         | Villa Minozzo        | Coriano              |     |
| Corneto                 | San Martino Vescovo                                | Toano                | Corneto              |     |
| Cortogno                | San Giorgio Martire                                | Casina               | Cortogno             |     |
| Costabona               | San Prospero                                       | Villa Minozzo        | Costabona            |     |
| Costa de' Grassi        | Santa Margherita Vergine e Martire                 | Castelnovo ne' Monti | Costa de' Grassi     |     |
| Crovara                 | San Giorgio Martire                                | Vetto                | Crovara              |     |
| Febbio                  | San Lorenzo Martire                                | Villa Minozzo        | Febbio               |     |
| Felina                  | Santa Maria Assunta                                | Castelnovo ne' Monti | Felina               |     |
| Fontanaluccia           | Santa Lucia vergine e martire                      | Frassinoro           | Fontanaluccia        |     |
| Frascaro                | Santi Filippo e Giacomo Apostoli                   | Castelnovo ne' Monti | Frascaro             |     |
| Frassinedolo            | Santi Vincenzo e Anastasio                         | Ventasso             | Frassinedolo         |     |
| Garfagnolo              | Sant'Andrea Apostolo                               | Castelnovo ne' Monti | Garfagnolo           |     |
| Gatta                   | Sant'Antonio di Padova                             | Castelnovo ne' Monti | Gatta                |     |
| Gazzolo                 | San Rocco                                          | Ventasso             | Gazzolo              |     |
| Ginepreto               | Sant'Apollinare                                    | Castelnovo ne' Monti | Ginepreto            |     |
| Gombio                  | Santa Maria Assunta                                | Castelnovo ne' Monti | Gombio               |     |
| Gottano                 | Santi Pietro e Paolo Apostoli                      | Vetto                | Gottano              |     |
| Giandeto                | Conversione di San Paolo Apostolo                  | Casina               | Giandeto             |     |
| Leguigno                | San Giovanni Battista                              | Casina               | Leguigno             |     |
| Ligonchio               | Sant'Andrea Apostolo                               | Ventasso             | Ligonchio            |     |
| Macognano               | San Sebastiano Martire                             | Montefiorino         | Macognano            |     |
| Manno                   | Santi Prospero Vescovo e Paolo Apostolo            | Toano                | Manno                |     |
| Massa                   | San Michele Arcangelo                              | Toano                | Massa                |     |
| Montecagno              | Santa Margherita Vergine e Martire                 | Ventasso             | Montecagno           |     |
| Monte Castagneto        | San Giovanni Battista                              | Castelnovo ne' Monti | Monte Castagneto     |     |
| Migliara                | San Giuseppe Operaio                               | Casina               | Migliara             |     |
| Minozzo                 | Santa Maria Assunta                                | Villa Minozzo        | Minozzo              |     |
| Miscoso                 | Santa Maria Assunta                                | Ventasso             | Miscoso              |     |
| Monzone                 | San Giorgio Martire                                | Toano                | Monzone              |     |
| Morsiano                | San Lorenzo Martire                                | Villa Minozzo        | Morsiano             |     |
| Nigone                  | Santa Maria Assunta                                | Ventasso             | Nigone               |     |
| Nismozza                | San Venanzio Abate                                 | Ventasso             | Nismozza             |     |
| Novellano               | San Giacomo il Maggiore Apostolo                   | Villa Minozzo        | Novellano            |     |
| Onfiano                 | Santi Vito e Modesto                               | Carpineti            | Onfiano              |     |
| Ospitaletto             | Sant'Anna                                          | Ventasso             | Ospitaletto          |     |
| Pantano                 | San Martino Vescovo                                | Carpineti            | Pantano              |     |
| Paullo                  | Bartolomeo Apostolo                                | Casina               | Paullo Chiesa        |     |
| Pontone                 | Santa Maria Assunta                                | Carpineti            | Pontone              |     |
| Piagnolo                | San Rocco Confessore                               | Vetto                | Piagnolo             |     |
| Pianzano                | Natività di Maria Vergine                          | Carpineti            | Pianzano             |     |
| Pianzo                  | Santa Maria Assunta                                | Casina               | Pianzo               |     |
| Pieve San Vincenzo      | Santi Vincenzo e Anastasio                         | Ventasso             | Pieve San Vincenzo   |     |
| Pineto                  | Santo Stefano Protomartire                         | Vetto                | Pineto               |     |
| Piolo                   | San Basilide                                       | Ventasso             | Piolo                |     |
| Poiago                  | Sante Maria Assunta e Sant'Agata Vergine e Martire | Carpineti            | Poiago               |     |
| Poiano                  | Santi Crisante e Daria                             | Villa Minozzo        | Poiano               |     |
| Quara                   | Santa Maria Assunta                                | Toano                | Quara                |     |
| Romanoro                | Benedetto da Norcia                                | Frassinoro           | Romanoro             |     |
| Rovolo                  | San Prospero                                       | Frassinoro           | Rovolo               |     |
| San Biagio di Carpineti | San Biagio                                         | Carpineti            | San Biagio-Busanella |     |
| San Donnino di Marola   | San Donnino                                        | Carpineti            | San Donnino-Marola   |     |
| San Pietro              | San Pietro Apostolo                                | Carpineti            | San Pietro           |     |
| Santa Caterina          | San Vitale martire                                 | Carpineti            | Santa Caterina       |     |
| Secchio                 | San Bartolomeo Apostolo                            | Villa Minozzo        | Secchio              |     |
| Sologno                 | San Martino Vescovo                                | Villa Minozzo        | Sologno              |     |
| Succiso                 | Santa Maria Assunta                                | Ventasso             | Succiso              |     |
| Ramiseto                | Santi Cipriano e Giustina                          | Ventasso             | Ramiseto             |     |
| Rosano                  | San Lorenzo Martire                                | Vetto                | Rosano               |     |
| Talada                  | San Michele Arcangelo                              | Ventasso             | Talada               |     |
| Toano                   | Santa Maria Assunta                                | Toano                | centro               |     |
| Vaglie                  | Santissimo Salvatore                               | Ventasso             | Vaglie               |     |
| Valbona                 | San Prospero Vescovo                               | Ventasso             | Valbona              |     |
| Valestra                | San Pietro Apostolo                                | Carpineti            | Valestra             |     |
| Vallisnera              | Santi Pietro Apostolo e Paolo di Tarso             | Ventasso             | Vallisnera           |     |
| Vetto                   | San Lorenzo Martire                                | Vetto                | centro               |     |
| Villaberza              | Sant'Ambrogio                                      | Castelnovo ne' Monti | Villaberza           |     |
| Villa Minozzo           | Santi Quirico e Giulitta                           | Villa Minozzo        | centro               |     |
| Vogno                   | San Pietro Apostolo                                | Toano                | Vogno                |     |
| Vologno                 | San Prospero Vescovo                               | Castelnovo ne' Monti | Vologno              |     |